# Производственные затраты
Производственные затраты (англ. manufacturing costs) — затраты, связанные с производством продукта, с непосредственным преобразованием сырья и материалов в готовую продукцию.

## Определение
Согласно мнению ряда экономистов производственные затраты — это затраты внутри предприятия, связанные с производством продукта, с непосредственным преобразованием сырья и материалов в готовую продукцию., отличные от затрат периода, относятся к затратам на продукт посредством труда производственных рабочих при использовании производственного оборудования.

## Виды производственных затрат
Производственные затраты могут быть:
- переменными (гибкими затратами);
- постоянными (неизбежными затратами);
- прямыми — затраты, которые легко прослеживаются к произведенному продукту или оказанной услуги (например, затраты на материал, сдельная оплата труда);
- косвенными — затраты, которые сложно отнести к отдельному продукту, требует распределение (например, расходы на содержание и эксплуатацию оборудования, зарплата, вознаграждение руководителей).